# Casas Baxas

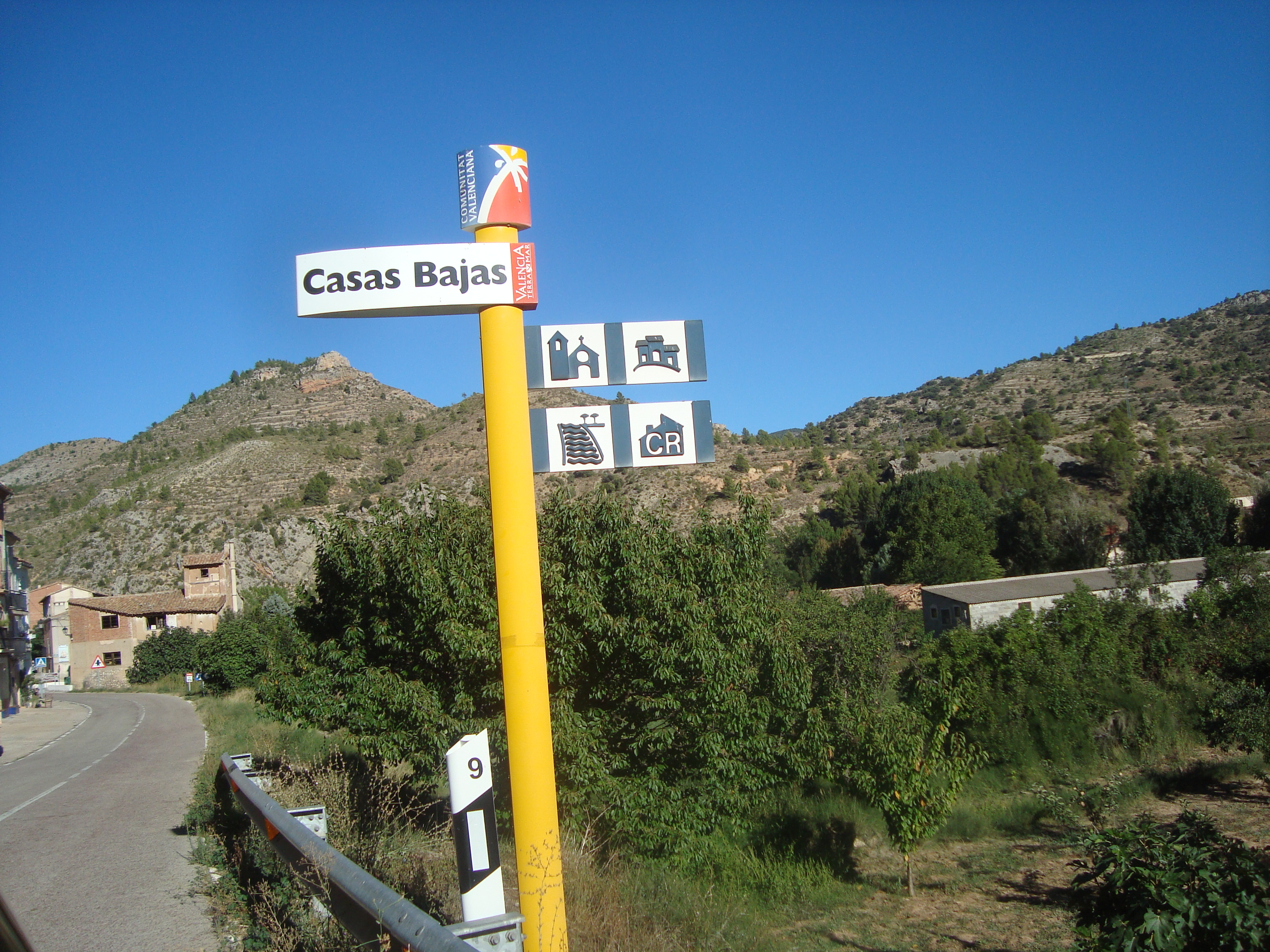
Casas Bajas, Rincón de Ademuz (Valencia, España)

Casas Bajas là một đô thị ở comarca Rincón de Ademuz cộng đồng Valencia, Tây Ban Nha. Đô thị này có diện tích 22,65 km², dân số thời điểm năm 2006 là 227 người.